# Оборона горы Муса-Даг

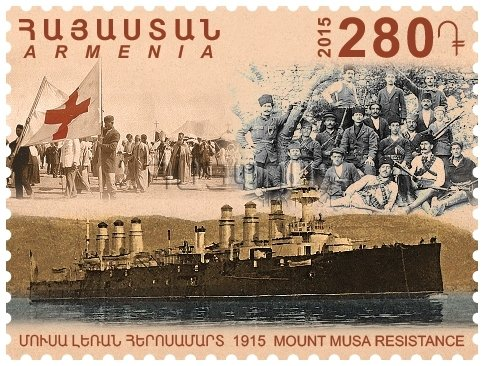
100-летие обороны горы Муса-Даг. Почта Армении, 2015

Оборо́на горы́ Муса́-Даг (арм. Մուսա լեռան ինքնապաշտպանություն) — 53-дневная самооборона жителей армянских сёл, расположенных у подножия Муса-дага — одной из вершин приморского хребта Нур, не подчинившихся приказу османских властей о депортации во время геноцида армян и с оружием в руках отстоявших право на жизнь.

## Предыстория
Весной 1915 года руководившие Османской империей младотурки начали планомерный геноцид армян, приступив к депортации и резне. В июле 1915 года каймакам Антиохии отдал приказ о депортации мусалерцев, согласно которому жители Мусалера (Муса-Дага) в течение 8 дней обязаны были покинуть свои деревни.

## Приказ о депортации. Подготовка к обороне
13 июля 1915 года в деревни поступил приказ властей: приготовиться к депортации в течение восьми дней. К тому моменту протестантский пастор из Зейтуна Тигран Андреасян уже принёс в Киликию страшную весть о том, что турки повсеместно уничтожают армян (сам он чудом избежал депортации). Однако, 60 мусалерских семей всё же подчинились приказу (почти все они погибли). Остальные жители шести деревень укрылись на горе, взяв с собой скот, сельскохозяйственный инвентарь и провизию, сколько могли унести, а также все доступное оружие: 120 винтовок и дробовиков и около 350 кремнёвых ружей и кавалерийских пистолетов. Подъём на гору занял один день. Оказавшись на ней, повстанцы сразу приступили к строительству баррикад и окопов. Был избран комитет обороны, следящий за работами. Возглавил комитет обороны самый юный армянский федаин — 20-летний Мовсес Тер-Галустян (уроженец деревни Йогунолук, у подножия Муса-Дага). Укрепившись на горных склонах, армяне в течение 53 дней героически отбивались от турок.

## Оборона

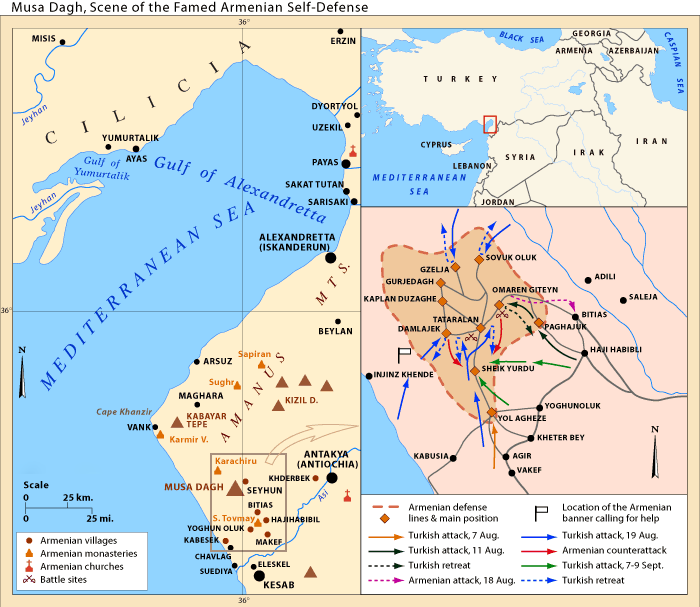
Карта оборонительных боёв и обстановки

Восемь дней, отведенные на сборы, истекли 21 июля. Получив известия о действиях повстанцев, турки решили атаковать армянские укрепления отрядом в 200 солдат регулярных войск (низам). Однако атаки были отбиты армянами. Понеся потери и потеряв горную пушку, турецкие войска были вынуждены отступить. Из 200 турецких аскеров остались в живых не более 80-ти. Армяне сумели завладеть стрелковым оружием и двумя пушками, что облегчило дальнейшую оборону.
Турки стали готовиться к новому наступлению. На этот раз были собраны 3000 солдат регулярных войск и множество ополченцев из близлежащих деревень. В один из летних дней армянские разведчики донесли, что враг окружает — турки были в каждом горном проходе. Небольшим армянским силам пришлось распылиться, чтобы оказать сопротивление каждой колонне. Однако манёвры турок были обманными — наибольшие силы они сконцентрировали в одном, ключевом проходе. Вскоре они заняли высоту и стали угрожать армянскому лагерю, постоянно наращивая свою численность. К вечеру их отделяли от лагеря армян лишь 400 ярдов и глубокий овраг.
Мовсес Тер-Галустян собрал военный совет, на котором было принято смелое решение: перед рассветом окружить турецкий лагерь, незаметно пробравшись через лес, застать турок врасплох и завязать рукопашный бой (турки имели серьёзное преимущество в огнестрельном оружии). Воспользовавшись хорошим знанием родной для них местности, армяне пробрались мимо лагеря и неожиданно атаковали его. У турок началась паника, офицеры выкрикивали беспорядочные приказы. Вскоре полковник отдал приказ к отступлению.
К рассвету турок в лесу уже не осталось, а армяне пополнили свой арсенал семью винтовками Маузера.
Вскоре после этого турки усилили свою группировку, набрав ещё больше местных ополченцев, и начали осаду горы в расчете взять повстанцев измором. В армянском лагере закончился хлеб, сыр и оливки; армянам оставалось есть только мясо. Но и его хватало только на две недели.
Армяне разрабатывали планы спасения. В Алеппо был направлен гонец с посланием к американскому консулу, но он не достиг цели; сильный пловец доплыл до порта Александретты, чтобы проверить, нет ли там военных кораблей Антанты — но их там не было. Со 2 сентября трое пловцов постоянно дежурили, будучи готовыми проплыть под водой к любому проходящему судну. Были сшиты два больших флага: один — с большим красным крестом в центре, другой — с крупной надписью по-английски «Христиане в беде: спасите» (Christians in distress: rescue). Флаги укрепили на высоких деревьях, дозорные следили за морем с рассвета до заката. Надежды было немного: в прибрежье стоял сезон туманов и дождей.
В последующие дни турки атаковали снова, более осторожно, чем раньше, но безуспешно. Море же оставалось пустынным.

## Эвакуация

Французский бронепалубный крейсер «Гишен», один из нескольких французских кораблей, участвовавших в спасении армян

Утром 12 сентября, в воскресенье, на 53 день осады, армяне увидели военный корабль, который явно заметил флаги, потому что направлялся прямо к ним. Это был французский бронепалубный крейсер «Гишен», входивший в состав 3-й французской эскадры. Когда он спустил шлюпки, несколько армян бросились к берегу. Выслушав их историю, капитан крейсера телеграфировал адмиралу Луи Дартижу дю Фурне (Louis Dartige du Fournet) на флагман «Святая Жанна д’Арк», и он спешно подошел вместе с другими судами. Появился и английский крейсер. Французский адмирал, будучи сильно тронут услышанной историей, приказал принять всех людей на борт. Пять кораблей (четыре французских, один английский) переправили армян в контролируемый британцами египетский город Порт-Саид, куда они прибыли в середине сентября. По одной оценке, были спасены 4200 человек, по другой 4058.

Спасенные армяне на борту французского крейсера «Жанна д’Арк»

Случай с мусалерцами стал единственным случаем в период геноцида армян, когда союзнические войска приняли прямое участие в их спасении.

## Численность сторон
Различные источники сообщают разные данные о численности участников конфликта.

### Армянская сторона

#### Общая численность
Относительно точно известно общее число армян (включая женщин и детей), прибывших на кораблях в Порт-Саид, это число называет Кристофер Уолкер в своей книге: 4058 или 4200 человек. Хотя изначальное количество армян, укрывшихся на горе, известно по оценкам в первоисточниках, Уолкер не называет его. Известны следующие оценки:
| № | Источник         | Оценка, чел. |
| - | ---------------- | ------------ |
| 1 | Тигран Андреасян | около 5 000  |
| 2 | Тигран Андреасян | 4 231        |

Согласно сообщению консула Германии в Алеппо Ресслера (08.11.1915), по оценке армянской стороны на борт кораблей погрузились 6 000 человек.

#### Численность воюющих
Кристофер Уолкер в своей книге не называет число воевавших с армянской стороны, отмечая лишь их малочисленность. Известны следующие оценки численности боеспособных мужчин:
| № | Источник                                     | Оценка, чел. |
| - | -------------------------------------------- | ------------ |
| 1 | епископ григорианской общины в Египте Торгом | 600          |

По оценке консула Германии в Алеппо Ресслера (08.11.1915), самое большее 10 % от общей численности армянского сельского населения могло быть боеспособно. После эвакуации 500 бойцов выразили готовность воевать на стороне Антанты.

### Турецкая сторона
Кристофер Уолкер сообщает о 3 000 регулярных войск (низам) и большом количестве мусульманских ополченцев, которые были собраны по зову военных. Известны следующие максимальные оценки численности воюющих с турецкой стороны:
| № | Источник                                                                  | Регулярных войск | Ополченцев, чел. |
| - | ------------------------------------------------------------------------- | ---------------- | ---------------- |
| 1 | Тигран Андреасян                                                          | 3 000 чел.       | возможно, 15 000 |
| 2 | епископ григорианской общины в Египте Торгом                              | 4 000 чел.       | 3 000            |
| 3 | Товмас К. Мугердичян, бывший переводчик консульства Британии в Диярбекире | 3 000 чел.       | более 4 000      |
| 4 | консул Германии в Алеппо Ресслер                                          | 2 батальона      | не сообщается    |

В батальоне регулярных войск (Nizam) предположительно было около 700 человек и 24 офицера. Ресслер отмечает, что солдаты ещё не обучены, и из 30 раненых к третьему сентября 8 пострадали от огня по своим.

## В эвакуации
После высадки в Порт-Саиде армяне до конца войны находились в лагерях для беженцев. Руководители обороны Муса-Дага предоставили в распоряжение командования Антанты в Египте 500 бойцов для нападений на турецкое побережье.

## После Первой мировой войны
После того как в 1918 году область Хатай перешла под протекторат Франции, жители семи армянских деревень вернулись к своим покинутым домам. Однако 29 июня 1939 года был заключен договор между Францией и Турцией о возврате региона под контроль Турции, после чего жители шести деревень покинули область и переселились в Ливан, в то время как часть жителей села Вакыфлы решили остаться. На сегодня село Вакыфлы с армянским населением в 140 человек, является единственным оставшимся из множества, этническим армянским селом в предгорьях Нура.
Армяне, покинувшие родные деревни, основали город Анджар в горах Ливана. И до наших дней этот город, населённый преимущественно армянами, разделён на шесть кварталов, каждый из которых основан выходцами из одной из шести деревень Муса-Дага.

## Память

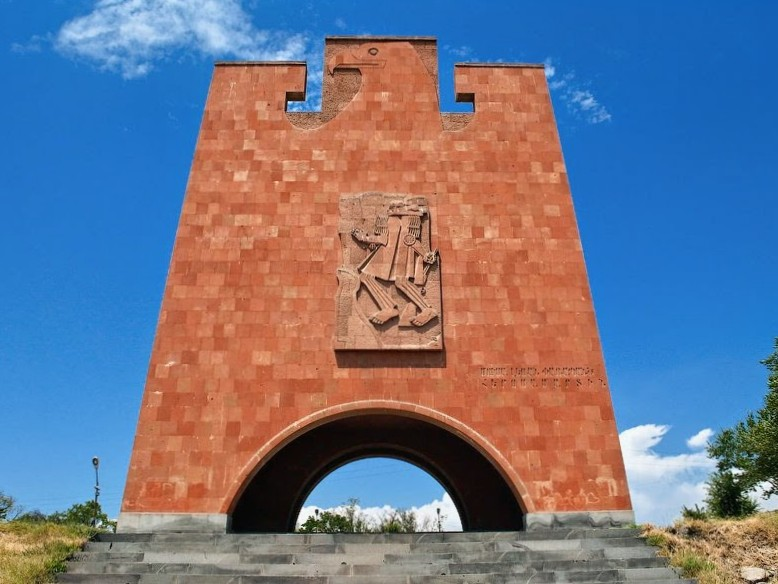
Памятник защитникам Муса-Дага, Мусалер, пригород Еревана

В 1976 году на холме близ деревни Мусалер в Армавирской области Армении был открыт памятник защитникам Муса-Дага. Ежегодно в середине сентября там проходит отмечание событий 1915 года. Автор памятника скульптор Ара Арутюнян.
Во временном музее в Анджаре хранятся доказательства событий: ветхое охотничье ружье, полевой бинокль, 18 шкатулок с прахом защитников Муса-дага, а также белый флаг с красным крестом, благодаря которому обороняющихся заметили корабли французского флота.
В мае 2010 года найдено место захоронения вице-адмирала Луи Фурне (фр.). Причём могила была обнаружена именно потомками армян, спасённых адмиралом. В связи с этой находкой в городе прошла церемония памяти адмирала с участием мэра Клода Форе. На могиле адмирала была установлена памятная доска, а затем в церкви города состоялся концерт ансамбля «Нарекаци».

## Отражение в культуре
В 1976 году скульптором Ара Арутюняном на холме близ деревни Муса Лер в Армавирской области Армении  был воздвигнут памятник, посвященный  защитникам Муса-Дага.

### Кино
- В первой половине XX века в США киностудия MGM намеревалась снять фильм, посвященный защитникам Муса-дага и трагическим событиям в Турции. Однако, как сообщалось, фильм не был снят, чтобы не ухудшать отношения США с Турцией, что могло отразиться на американских экономических интересах[26].
- В 1982 году Саркис Мурадян экранизировал роман Верфеля в фильме Сорок дней Муса-Дага[англ.].
- В 2017 году снят совместно США и Испанией художественный фильм «Обещание», описывающий события на Муса-Даге.